# Bakóca
Bakóca je vas na Madžarskem, ki upravno spada pod podregijo Sásdi Županije Baranja.